# Yvetot
Yvetot je francouzská obec v departementu Seine-Maritime.
Jeho dominantou je kruhový kostel svatého Petra s barevnými skleněnými okny o rozloze 1 046 m2. Byl postaven Maxem Ingrandem v roce 1956 na místě staršího kostela zničeného během druhé světové války, kdy bylo prakticky celé město zničeno německými okupanty. Po válce bylo město obnoveno do své původní klasické podoby.
V mládí zde po krátkou dobu studoval francouzský spisovatel Guy de Maupassant.

## Vývoj počtu obyvatel
Počet obyvatel

## Partnerská města
- Hemmingen, Německo
- Lanark, Skotsko
- Kyjov, Česko
- Murowana Goślina, Polsko